# Trương Văn Hổ (nhà Thanh)
Trương Văn Hổ (chữ Hán: 张文虎, 1808 – 1885), tự Vu Bưu, Khiếu Sơn, hiệu Thiên Mục Sơn Tiều, người trấn Chu Phố, huyện Nam Hối, tỉnh Giang Tô , học giả đời Thanh trong lịch sử Trung Quốc.

## Tiểu sử
Văn Hổ vốn là Chư sanh, được bảo cử làm Huấn đạo. Văn Hổ tính trầm mặc mà khiêm hòa, đối với bạn bè thì thẳng thắn và chân thành. Vì nhà nghèo, Văn Hổ phải nhờ bạn bè giúp đỡ mới có thể học tập; đến khi trưởng thành, ông rời quê nhà, ở nhờ nhà họ Tiền tại Kim Sơn dạy học. Văn Hổ ở lại Kim Sơn chừng 30 năm.
Nhà họ Tiền tự nhận là hậu duệ của Ngô Việt vương, đương thời cũng là thế gia thư hương, sách vở trong thư viện gia đình của họ rất phong phú. Văn Hổ tận dụng thời gian nghỉ ngơi để nghiên cứu Kinh học, từng đọc tác phẩm của nhà nghiên cứu Kinh học người Nguyên Hòa  là Huệ Đống (惠栋), nhà âm vận học người (huyện) Hấp là Giang Hữu Hạo (江有浩), nhà sử học người Hưu Ninh là Đái Chấn (戴震), người Gia Định là Tiền Đại Hân (钱大昕). Nhờ siêng năng ham học, Văn Hổ đọc khắp sách vở, học vấn ngày một tiến bộ; thêm nữa, ông ưa thích tài liệu chú giải của học giả đời Đường, Tống, dung nạp tất cả, rồi chọn ra những gì mình tâm đắc. Văn Hổ trở nên có tiếng tăm trong giới học giả, lời của ông trở nên phát ngôn của 1 nhà. Trong thời gian ở Kim Sơn, những bản in của Thủ Sơn các tùng thư (Tiền Hi Tộ biên tập) và Tiểu Vạn Quyển lâu tùng thư (Tiền Bồi Danh biên tập) do Văn Hổ hiệu đính được đánh giá rất cao.
Năm Đồng Trị thứ 10 (1871), Văn Hổ được làm mạc liêu của Tăng Quốc Phiên; bấy giờ em Quốc Phiên là Quốc Thuyên ở An Khánh hiệu san Vương Thuyền Sơn di thư, Quốc Phiên mệnh cho Văn Hổ làm Đốc lý việc này. Năm sau (1872), Lý Hồng Chương mời Văn Hổ tham gia quản lý Giang Nam quan thư cục. Năm sau nữa (1873), Tứ Xuyên tổng đốc Ngô Đường mời Văn Hổ vào Thục chủ trì việc giảng dạy ở Tôn Kinh thư viện; ông lấy cớ đường xa và già bệnh để từ chối.
Năm Quang Tự thứ 11 (1885), Văn Hổ mất ở phủ Tùng Giang.

## Tác phẩm

### Sáng tác
- Thử nhưỡng dư sơ 1 quyển [3]
- Hoài cựu tạp ký 3 quyển
- Tác tiếu từ 1 quyển [4]
- Mục địch dư thanh 1 quyển
- Dư ký 1 quyển
- Tây Lãnh tục ký 1 quyển
- Liên sủng tầm mộng ký 1 quyển
- Mộng nhân lục 1 quyển
- Thư nghệ thất tùy bút 1 quyển

### Biên khảo
- Thư nghệ thất tạp trứ (tùng thư)
- Chu sơ sóc vọng khảo 1 quyển [5]
- Cổ kim nhạc luật khảo 1 quyển
- Xuân Thu sóc nhuận khảo 1 quyển
- Bác nghĩa dư biên 1 quyển
- Hồ Lâu hiệu thư ký 1 quyển
- Đường thập bát gia văn lục nhược kiền quyển
- Thi tồn, thi tục tồn, xích độc ngẫu tồn 1 quyển

Cuối đời, Văn Hổ biên soạn huyện chí của các nơi Hoa Đình , Phụng Hiền và Nam Hối.